# جون أدير (أستاذ جامعي)
جون أدير (بالإنجليزية: John Adair)‏ هو جندي بريطاني، ولد في 18 مايو 1934 في لوتن في المملكة المتحدة.